# Митрович, Никола (шведский футболист)
Никола Митрович (швед. Nikola Mitrovic; род. 28 мая 2006) — шведский футболист, полузащитник «Хеккена».

## Клубная карьера
Является воспитанником «Баккаторпа», откуда перед сезоном 2023 года перешёл в академию «Хеккена». Выступал за юношеские команды клуба. С начала 2025 года стал привлекаться к тренировкам с основной командой и участию в товарищеских матчах. 18 мая во встрече с «Вернаму» дебютировал в чемпионате Швеции, заменив на 84-й минуте Исака Брусберга.

## Клубная статистика
| Выступление      | Выступление      | Выступление      | Лига | Лига | Кубки | Кубки | Конт. кубки | Конт. кубки | Итого | Итого |
| Клуб             | Лига             | Сезон            | Игры | Голы | Игры  | Голы  | Игры        | Голы        | Игры  | Голы  |
| ---------------- | ---------------- | ---------------- | ---- | ---- | ----- | ----- | ----------- | ----------- | ----- | ----- |
| Хеккен           | Алльсвенскан     | 2025             | 1    | 0    | 0     | 0     | 0           | 0           | 1     | 0     |
| Хеккен           | Итого            | Итого            | 1    | 0    | 0     | 0     | 0           | 0           | 1     | 0     |
| Всего за карьеру | Всего за карьеру | Всего за карьеру | 1    | 0    | 0     | 0     | 0           | 0           | 1     | 0     |